# André Levret
André Levret (Parigi, 1703 – Parigi, 1780) è stato un medico francese.
Dopo gli studi di chirurgia André Levret si dedicò completamente all’ostetricia, contribuendo in modo sostanziale ai progressi di questa disciplina nel XVIII secolo.
È autore di molti trattati, in particolare sul parto podalico e sul  parto cesareo, e introdusse importanti miglioramenti nel forcipe, che descrisse nel suo Observations sur les causes et accidents de plusieurs accouchements laborieux (Parigi, 1747).
In qualità di accoucheur de la cour della delfina Maria Giuseppina, assistette alla nascita del futuro Luigi XVI.
Fu membro dell’Académie royale de chirurgie.
Allievi da tutta Europa si recarono a Parigi per studiare con Levret; tra questi anche l’italiano Giuseppe Vespa.